# Definição muito ampla
Definição muito ampla é uma falácia que consiste em definir uma coisa de modo amplo demais, incluindo características que não lhe são exclusivas.

## Exemplos
- Uma maçã, que é uma fruta, é um objeto vermelho e redondo.
- O planeta Marte também é vermelho e redondo.
  - Portanto, O planeta Marte também é uma fruta.